# Toyota bZ3
Toyota bZ3 — акумуляторний електричний компактний седан, який спільно розробили Toyota, BYD Auto та FAW Toyota через спільне підприємство BYD Toyota EV Technology (BTET), який буде вироблятися в Китаї в 2023 році. Це друга модель Toyota bZ («beyond Zero») автомобілів з нульовим рівнем викидів, що  слідує за кросовером bZ4X. Раніше дизайн bZ3 був представлений на концепт-карі bZ SDN у грудні 2021 року.

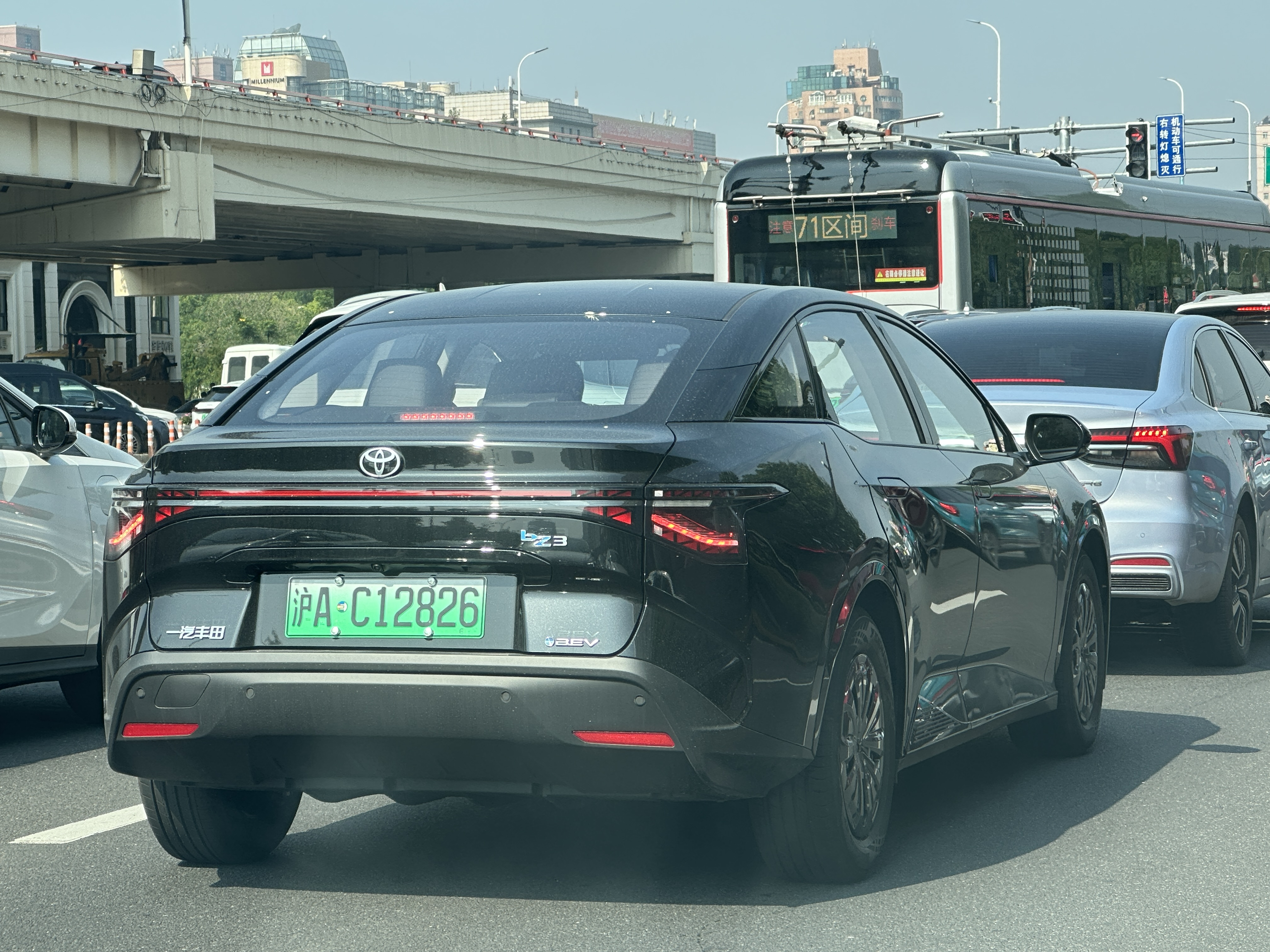

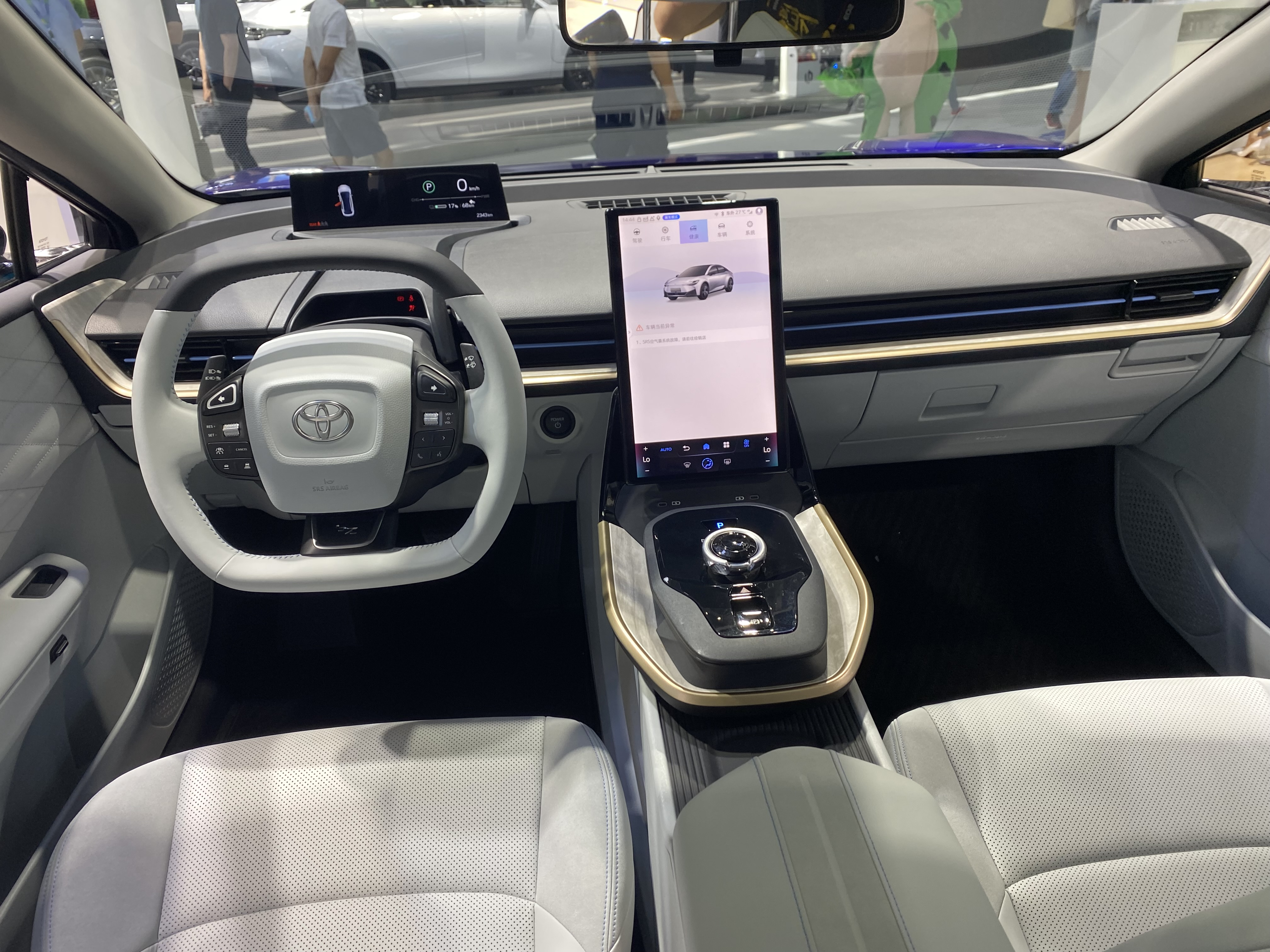

bZ3 дебютував на китайському ринку в жовтні 2022 року. Електродвигун BYD TZ200-XS002 живиться від літій-залізо-фосфатної батареї Blade, розробленої BYD, яка забезпечує заявлений запас ходу 600 км (375 миль). Коефіцієнт лобового опору також становить 0,218 Cd.

## Двигуни
- 1×BYD TZ200-XS002 184 к.с. 303 Нм акумулятором ємністю 50 кВт*год автономність 517 км (виміри по китайському циклу CLTC)
- 1×BYD TZ200-XS002 245 к.с. акумулятором ємністю 65 кВт*год автономність 616 км (виміри по китайському циклу CLTC)